# Barawa
Barawa (somaleză Baraawe, arabă مدينة ﺑﺮﺍﻭة) este un oraș din Somalia.